# Senna (documental)
Senna es un documental inglés lanzado en 2010, que aborda la vida íntima y profesional del célebre piloto brasileño de Fórmula 1, Ayrton Senna. Fue dirigida por Asif Kapadia, producida en conjunto por ESPN films y Working title films, y distribuida por Universal Pictures. Tras su lanzamiento recibió excelentes comentarios por parte de la crítica especializada.
El film está basado tanto en archivos familiares del fallecido piloto, como también material audiovisual de televisión, brasileña y mundial de la época. Se muestra a Ayrton Senna muy religioso, preocupado por sus compañeros de trabajo, perfeccionista hasta el mínimo detalle, obsesionado con el triunfo, ídolo de millones alrededor del mundo e idolatrado en su país natal.

## Historia
El relato documental se centra a partir de 1984, año que Senna llega a la máxima categoría del automovilismo. Exhibe las mejores carreras del brasileño mientras estaba en los equipos Toleman y Lotus, resultados que lo catapultaron a llegar a McLaren. Tiene como eje principal la rivalidad, tanto fuera como dentro de la pista, que mantuvo Ayrton con el francés Alain Prost, mientras eran compañeros de equipo en la escudería McLaren. Al igual que la carrera del astro brasileño, el documental alcanza su máxima tensión y emoción durante esta fase; carreras palmo a palmo y declaraciones cruzadas entre el sudamericano y el europeo le dan emocionantes tintes a la historia. Paralelamente se sugiere un favoritismo del presidente de la FIA, el también galo Jean-Marie Balestre, en favor de su compatriota Prost. Aquel episodio incluso acrecienta la popularidad del brasileño.
Tras mostrar a Senna coronándose tricampeón, en contra de todos los pronósticos, se narra el cambio de reglas en cuanto a la ingeniería de los monoplazas, en 1992. Se entra en la era de la suspensión electrónica, y se generan diferencias entre los que contaban con dicha tecnología y los que seguían con suspensión análoga. El equipo Williams, pionero en la implementación del nuevo sistema, contrataría a Alain Prost, aunque éste pondría un único y esencial requisito: no tener como compañero de escudería a su declarado rival, Ayrton Senna.
Prosigue hasta llegar al Gran Premio de San Marino, en 1994, año en que ocurre el fatal accidente que termina con la vida del laureado corredor latinoamericano. Llegado a este punto, se torna cargado de emociones. La cinta muestra la amplia cobertura de los medios, el multitudinario y llorado adiós que le dio Brasil a quien alcanzó la cima del mundo tuerca merced a su talento, dedicación y coraje.

## Recepción
«Senna» fue aclamada por la crítica. Un 92 por ciento la alabó en la revista Rotten Tomatoes. Empire Magazine la catalogó con cuatro de cinco estrellas y declaró: “Está construida ambiciosamente, muy convincente y emocionante. No sólo es para aquellos fanáticos de las competiciones de autos”. El blog Napier´s News le dio cinco estrellas y la llamó: “Un trabajo impecable que se exhibe en su forma más emocionante”. The Sun escribió: “«Senna» es fascinante y profundamente conmovedora”, además de asignarle cuatro de cinco. The Guardian igualmente puso cuatro de cinco en calificación y dijo: “Con tanto material de Fórmula 1 ha sido posible que el documental se presente como un drama de acción actual, más que un homenaje póstumo. No estamos oyendo tanto lo que sucedió en un pasado sino viéndolo ante nuestros ojos”. Los Ángeles Times sostuvo: “De vez en cuando un documental te alcanza inesperadamente y te agarra por la garganta sin darte un segundo para respirar. Eso es lo que ocurre con «Senna»”.

## Estrenos

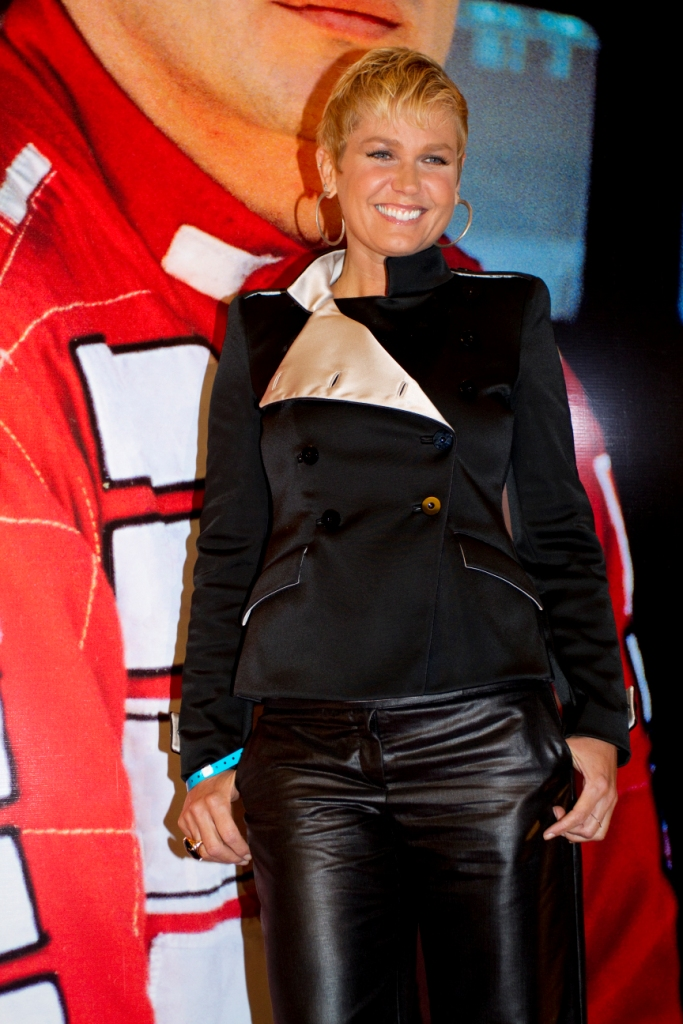
La presentadora de televisión Xuxa, en el estreno de la película Senna en 2010.

- 7 de octubre de 2010 en Japón (especial durante el Circuito de Suzuka)
- 3 de noviembre de 2010 en Brasil (premier oficial)
- 12 de noviembre de 2010 en Brasil
- 11 de febrero de 2011 en Italia
- 27 de mayo de 2011 en España[4][5]
- 3 de junio de 2011 en Inglaterra[6]

## Galardones

### Triunfos
- Festival de cine de Sundance: premio del público a la mejor película internacional en categoría documental.[7]
- Festival de cine de Los Ángeles: premio del público a la mejor película internacional.
- Festival internacional de cine de Melbourne: premio al mejor documental.
- Festival de cine de Adelaida: premio de la audiencia por mejor documental.
- Academia británica de las artes cinematográficas y de la televisión (BAFTA, por sus siglas en inglés): ganador en categoría mejor documental y en categoría mejor edición.[8]

### Nominaciones
- BAFTA: nominada en categoría mejor película británica.

## Recaudación
- US $11.849.471[9]